# Czerniejów (powiat chełmski)
Czerniejów – wieś w Polsce położona w województwie lubelskim, w powiecie chełmskim, w gminie Kamień.
W latach 1975–1998 miejscowość należała administracyjnie do województwa chełmskiego. Przez wieś przepływa rzeka Udal. Obszar bardzo zalesiony. 
Wieś jest sołectwem w gminie Kamień. Według Narodowego Spisu Powszechnego (III 2011 r.) liczyła 284 mieszkańców i była trzecią co do wielkości miejscowością gminy Kamień.
W miejscowości działało Państwowe Gospodarstwo Rolne – Zakład Rolny Czerniejów wchodzący w skład Państwowego Gospodarstwa Rolnego Pokrówka. Czerniejów jest wsią, która znajduje się około 14 kilometrów od Chełma i 25 kilometrów od Dorohuska, gdzie znajduje się przejście graniczne z Ukrainą.
Wierni Kościoła rzymskokatolickiego należą do parafii św. Michała Archanioła w Kamieniu.

## Historia
Nazwa miejscowości zmieniła się kilkakrotnie. W pierwszych zapisach z 1652 roku brzmiała: Czernieiow, zaś z 1796 roku Czerniejowo. W okolicach Czerniejowa znajdowane są groby kultury łużyckiej. Na tej podstawie można przypuszczać, że przez tę osadę niegdyś przechodził szlak handlowy z Wołynia i Rusi do Lublina i dalej na zachód. Miejscowość datowana w 1430 roku. Należała wówczas do Parafii Rzymskokatolickiej w Kumowie, a w 1531 roku przeszła do parafii pw. Rozesłania św. Apostołów w Chełmie, a później znowu do Kumowa. W I połowie XVIII wieku dziedzicami Czerniejowa byli Józef Rogala Kaczorowski i jego małżonka Jadwiga z Poniłowskich. Istniała tu wtedy cerkiew pod wezwaniem św. Dymitra. Kolejne dane wskazują, że około 1829 r. ziemie należące do Czerniejowa były we władaniu Stanisława Czerwińskiego, a rok później Ignacego Bielskiego, a następnie jego syna Władysława Bielskiego i małżonki Zofii z Suchodolskiech. W 1839 roku Czerniejów trafia do rąk Katarzyny Osieckiej, a od 1850 roku znalazła się w posiadaniu jej syna Józefa Osieckiego, który ze względu na długi odsprzedał go Polikowskiemu. Nieznane są okoliczności i data przejęcia posiadłości czerniejowskich przez Hieronima Stępkowskiego, wiadomo tylko, że to właśnie od niego odkupił ją w 1908 roku Wacław Cott.
Od 1915 roku można datować upadek świetności Czerniejowa. W tym roku spaleniu uległ istniejący tu dwór. W latach 1919–1923 grunty należące do dóbr czerniejowskich ulegały stopniowej parcelacji. W 1930 roku rodzina Korniszuków – właściciele ośrodka dworskiego wraz z parkiem – rozebrała pozostałości dworu. Przez wiele lat na terenie wsi istniała cerkiew prawosławna, którą w 1938 roku wyburzono w ramach akcji rewindykacji cerkwi prawosławnych w II Rzeczypospolitej.
Do 11 października 1973 w gminie Żmudź. W latach 1973–83 w gminie Chełm.

## Ogród dworski
Ogród otaczał na obszarze około 2,5 ha istniejący tu od XVIII wieku dworek. Do dziś zachował się bardzo fragmentarycznie, ponieważ w 90 procentach został zniszczony. Ze szpaleru drzew wiodących do dawnego dworu trudno już nawet odczytać kompozycję ogrodu. Ze źródeł pisanych wynika jedynie, że w 1731 roku właścicielem dworku i ogrodu, a zarazem dziedzicem czerniejewskim był Józef Rogala Kaczorowski i jego żona Jadwiga z Pomłowskich.

## Komunikacja
Przez Czerniejów często przejeżdżają autobusy PKS Chełm które głównie jeżdżą na trasie Chełm-Dorohusk i Dorohusk-Chełm.
W Czerniejowie istnieją 2 przystanki autobusowe.

## Szkolnictwo
W Czerniejowie znajduje się szkoła podstawowa, która liczy około 56 uczniów. Szkoła posiada 6 klas i klub przedszkolaka (tzw. Przedszkolandię), w którym dzieci w wieku 3-5 lat mają darmowe zajęcia. Przy szkole jest nowy plac zabaw i boisko, na którym odbywają się różne imprezy gminne i powiatowe np. Dożynki czy zawody OSP.

## Rolnictwo
W Czerniejowie ok. 75% ludzi jest rolnikami. Posiadają oni gospodarstwa rolne o wielkości od 1 hektara do 40 hektarów. Jedno z gospodarstw jest wielkości ponad 100 hektarów. Uprawia się głównie pszenicę, jęczmień, rzepak i buraki cukrowe.